# Nerello Cappuccio
Pour les articles homonymes, voir Cappuccio.
Le nerello cappuccio  est un cépage italien de raisins noirs cultivé dans les vignobles de Sicile et de Calabre.

## Origine et répartition géographique
Il  provient du sud de l’Italie. 
Il est classé cépage d'appoint en DOC Etna,  Faro,  Scavigna rosato et  Scavigna rosso. Il est classé recommandé en Catane, Caltanissetta, Cosenza, Enna. Il est autorisé en Agrigente ainsi qu'en Reggio de Calabre et Catanzaro. En 1998, il couvrait 6.550 ha. Il est principalement cultivé en Sicile et il est le troisième cépage derrière le nero d'Avola et le nerello mascalese sur l'île.

## Caractères ampélographiques
- Extrémité du jeune rameau duveteux blanc à liseré carminé.
- Jeunes feuilles jaunâtres à plages bronzées.
- Feuilles adultes, 3 à 5 lobes avec des sinus supérieurs étroits à fonds aigus,  un sinus pétiolaire en U ou en lyre fermée, des dents anguleuses, moyennes, en deux séries, un limbe aranéeux.

## Aptitudes culturales
La maturité est de troisième époque : 30  jours après le chasselas.

## Potentiel technologique
Les grappes et les baies sont de taille moyenne. La grappe est pyramidale et compacte. Le cépage produit un vin de couleur rouge rubis, intense et riche en alcool.

## Synonymes
Le nerello cappuccio est connu sous le nom de nerello ammantellato, nerello di San Antonio, nerello Mantellato, nireddu Cappucciu ou niureddu Cappucciu (petit noir double en dialecte sicilien), niureddu Mascali, niureddu minuteddu, nirello Cappuccio, perricone